# Patriarcato di Gerusalemme dei Latini

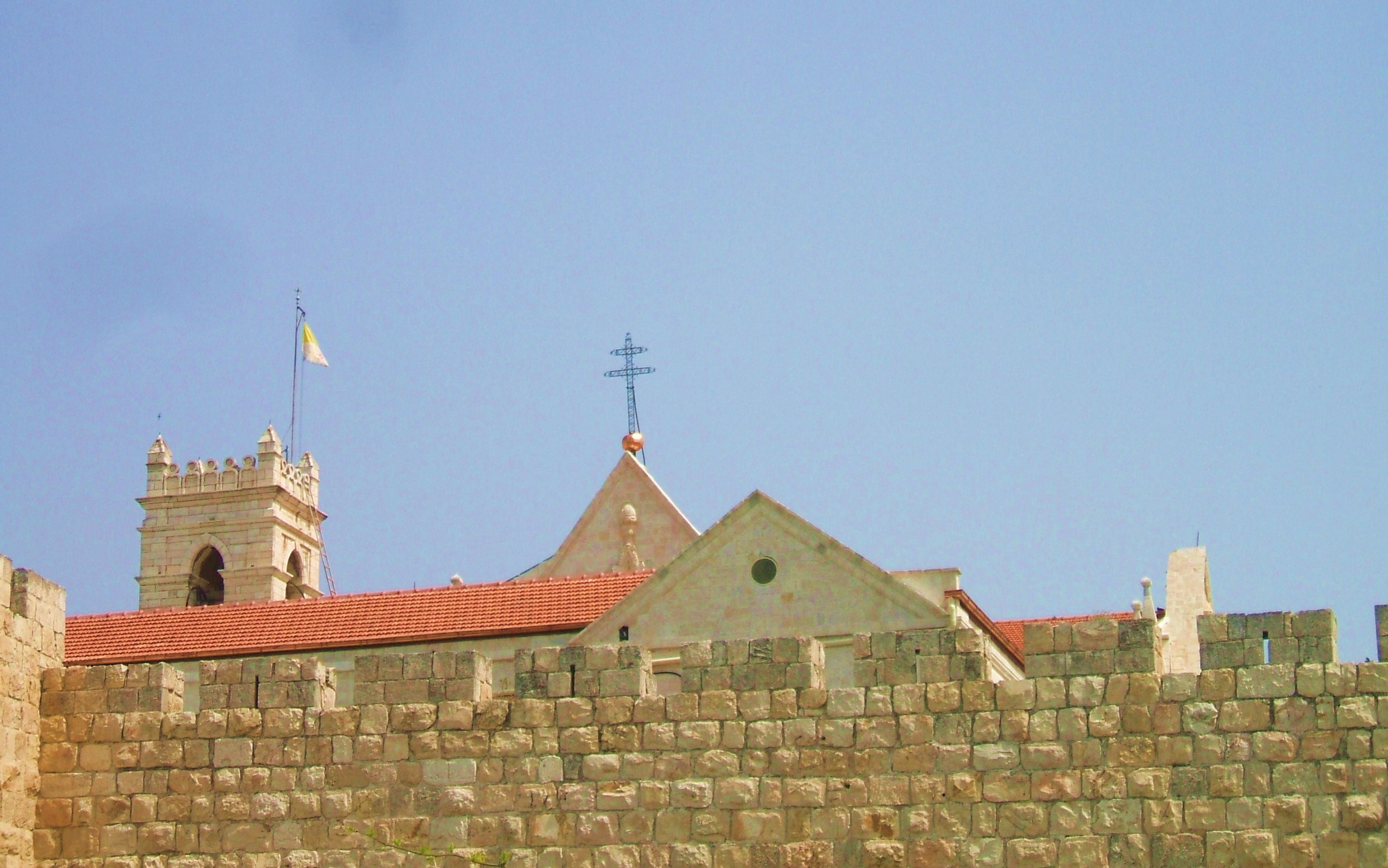
La curia patriarcale con la procattedrale del Santissimo Nome di Gesù.

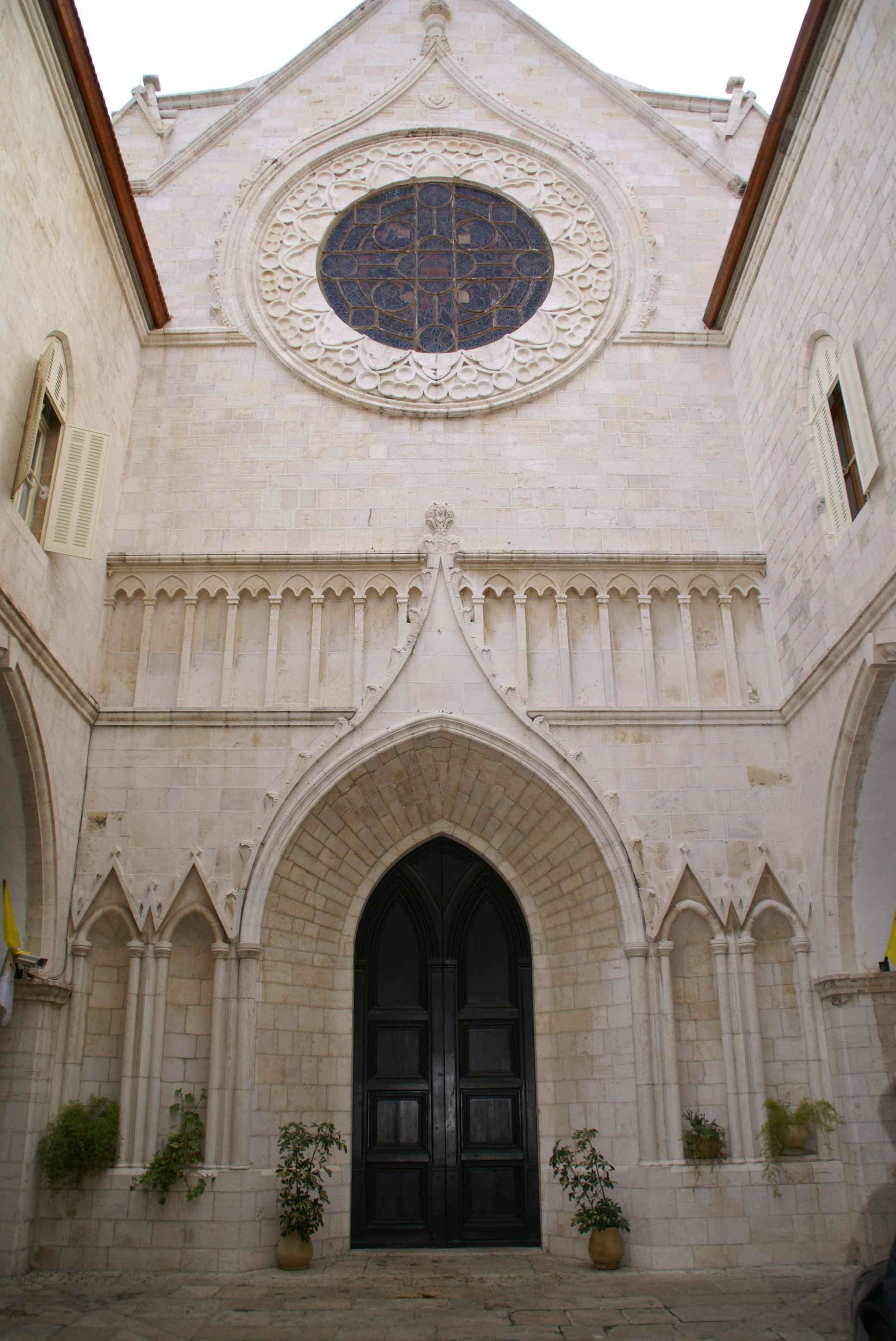
Facciata della procattedrale del Santissimo Nome di Gesù.

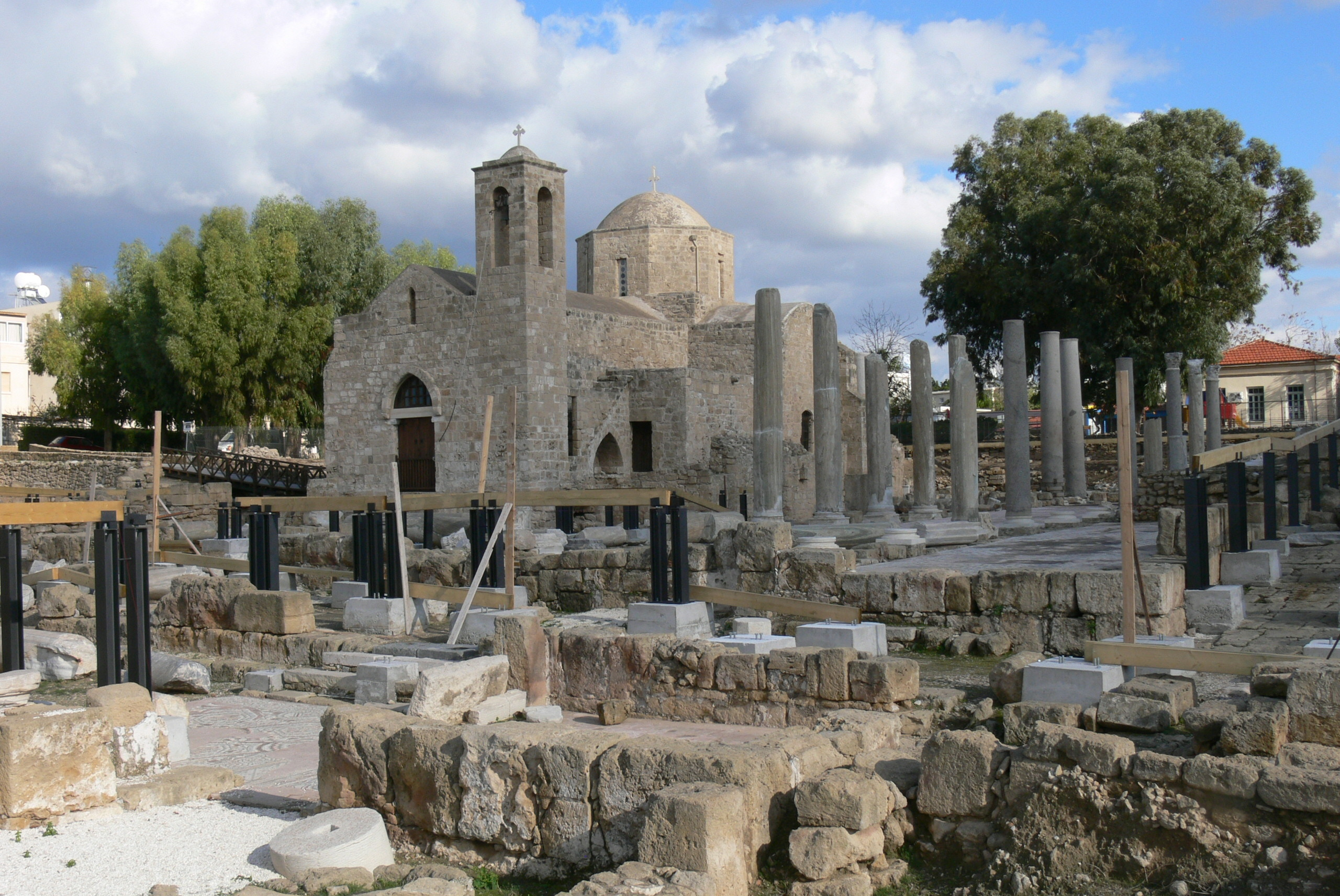
La parrocchia di rito latino di Pafo, a Cipro.

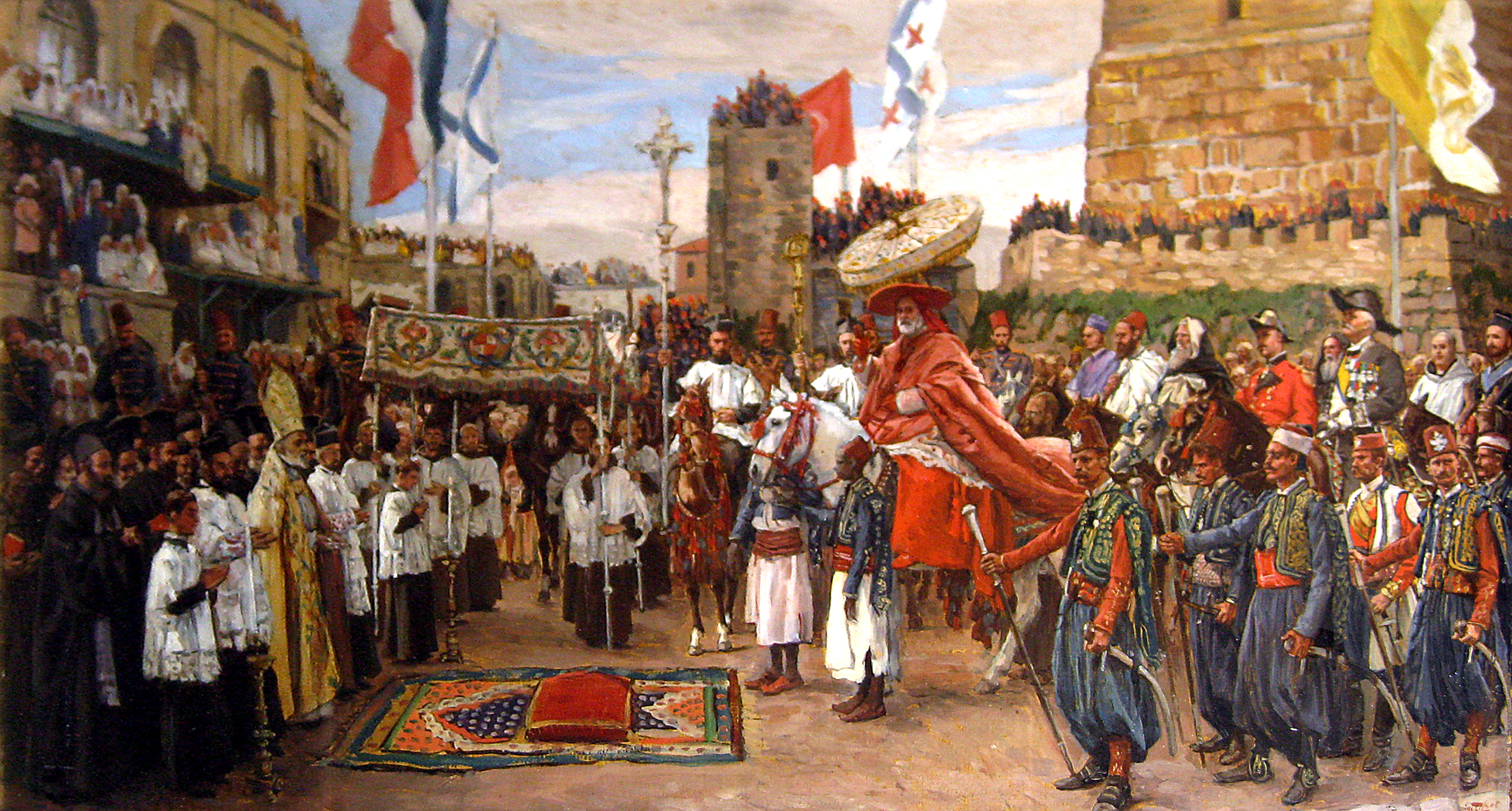
Il patriarca latino di Gerusalemme, di James Tissot.

Il patriarcato di Gerusalemme dei Latini (in latino Patriarchatus Hierosolymitanus Latinorum) è una diocesi metropolitana della Chiesa cattolica.
Nel 2022 contava 340 166 battezzati. È retto dal patriarca cardinale Pierbattista Pizzaballa, O.F.M.

## Territorio
Il patriarcato estende la sua giurisdizione sui fedeli cattolici di rito latino residenti in Israele, Palestina, Giordania e Cipro.
Sede patriarcale è la città di Gerusalemme, dove si trovano la basilica cattedrale del Santo Sepolcro e la procattedrale del Santissimo Nome di Gesù.
Il seminario, invece, si trova a Beit Jala, una cittadina sita 10 km a sud di Gerusalemme in territorio palestinese.
Il territorio è suddiviso in 68 parrocchie, raggruppate in 4 vicariati territoriali:
- vicariato patriarcale di Gerusalemme e Palestina, con sede nella curia patriarcale, guidato dal vescovo ausiliare e vicario generale William Hanna Shomali, vescovo titolare di Lidda;
- vicariato patriarcale di Israele, con sede a Nazaret, guidato dal vescovo ausiliare Rafic Nahra, vescovo titolare di Verbe;
- vicariato patriarcale di Giordania, con sede ad Amman, guidato dal vescovo ausiliare Iyad Twal, vescovo titolare di Siminina;
- vicariato patriarcale di Cipro, con sede a Nicosia, guidato dal vescovo ausiliare Bruno Varriano, O.F.M., vescovo titolare di Astigi.

Sono anche presenti 2 vicariati personali:
- vicariato patriarcale San Giacomo per i cattolici di lingua ebraica in Israele, con sede a Gerusalemme, guidato dal presbitero Piotr Zelasko;
- vicariato patriarcale per i migranti e i richiedenti asilo in Israele, con sede a Gerusalemme, guidato dal presbitero Matthew Marcel Coutinho, S.D.B.

### Cattedrale
Quando il patriarcato latino fu ripristinato nel 1847, la basilica del Santo Sepolcro fu eretta a cattedrale latina, anche se già era sede della cattedra del patriarca greco. Tuttavia, il patriarca latino vi può celebrare solo nei tempi e negli spazi assegnati alla comunità francescana della Custodia di Terra Santa dallo Statu Quo e secondo gli accordi con la stessa. Lo Statu Quo è un firmano ottomano del 1852, tuttora in vigore anche per effetto dell'Accordo Fondamentale tra la Santa Sede e lo Stato di Israele del 1993, che assegna i diritti sul Santo Sepolcro alle varie confessioni cristiane presenti: oltre ai francescani, vi sono gli armeni, i copti, i siri e i greco-ortodossi.
Poiché il patriarca latino non può disporre liberamente della basilica del Santo Sepolcro, la chiesa del Santissimo Nome di Gesù, consacrata nel 1872 all'interno del complesso edilizio dove risiede il patriarca, svolge le funzioni di cattedrale in alcune occasioni. Originariamente definita concattedrale, nel 2022 è stato mutato il titolo in procattedrale perché spiega meglio il suo effettivo status e per sottolineare la maggiore importanza della basilica del Santo Sepolcro come cattedrale del patriarcato.

### Basiliche minori
Le seguenti chiese del patriarcato hanno il titolo di basiliche minori, conferito dalla Santa Sede:
- la basilica della Dormizione di Maria a Gerusalemme;[8]
- la basilica di Sant'Anna a Gerusalemme;[9]
- la basilica di Santo Stefano a Gerusalemme;[10]
- la basilica del monastero di Stella Maris sul Monte Carmelo;[11]
- la basilica minore di Emmaus-El Qubeibeh.[12]

## Storia

### Cronologia
- I secolo: dalla prima comunità cristiana ha origine la Chiesa di Gerusalemme
- 451: elevazione a patriarcato (oggi patriarcato greco-ortodosso)
- 1099: istituzione della sede patriarcale di rito romano
- 1295: declassamento a patriarcato titolare
- 23 luglio 1847: ripristino della sede patriarcale residenziale

### Patriarcato crociato
Il 15 luglio 1099 Gerusalemme fu conquistata dai crociati, che inaugurarono così il regno di Gerusalemme, che durò per quasi duecento anni.
Fino a quel momento, tutti i cristiani in Terra Santa erano stati sotto la giurisdizione del patriarca ortodosso di Gerusalemme, ma i crociati non accettarono di essere sottoposti ad un religioso di rito bizantino, membro di una Chiesa separata da quella di Roma dopo il Grande Scisma del 1054 tra Oriente e Occidente. Perciò, il 1º agosto 1099 i religiosi crociati crearono il patriarcato di Gerusalemme dei latini e ne nominarono primo titolare Arnolfo di Rœux. Il patriarca greco Simone II finì per rifugiarsi a Costantinopoli attorno al 1107, e un suo successore non rivedrà Gerusalemme che nel 1187.
Fu istituita una gerarchia ecclesiastica latina, di rito romano: durante l'esistenza del regno di Gerusalemme il patriarcato latino era diviso in quattro arcidiocesi a capo delle quali vi erano rispettivamente gli arcivescovi di Tiro, Cesarea, Nazaret e Petra; aveva come diretti suffraganei i vescovi di Lidda-Ramla, Betlemme, Ebron e Gaza e gli abati del Tempio, del Monte Sion e del Monte degli Ulivi.
Il patriarca latino controllava inoltre il Quartiere latino della città di Gerusalemme (il Santo Sepolcro e le immediate vicinanze).
Dopo la caduta di Gerusalemme nel 1187, la sede del patriarcato fu trasferita a Tiro, poi a San Giovanni d'Acri nel 1191. Il patriarca tornò a Gerusalemme nel 1229, quando la città fu restituita ai Crociati, poi di nuovo a San Giovanni d'Acri nel 1244. San Giovanni d'Acri aveva una sua diocesi, ma le due furono unite nel 1263.
Quando, con la caduta di San Giovanni d'Acri nel 1291, le ultime vestigia del regno furono conquistate dai Mamelucchi, la storia del patriarcato, che corrispondeva approssimativamente al territorio del regno di Gerusalemme, terminò.
Tuttavia, la Chiesa cattolica continuò a nominare patriarchi di Gerusalemme titolari che, dopo il 1374, ebbero la loro sede nella basilica di San Lorenzo fuori le mura a Roma.
Nel XIV secolo, oltre a questa basilica, il patriarca mantenne la competenza su numerosi domini orientali rimasti in mani latine (le isole greche di Cipro, Lesbo, Chio, Creta, Rodi, Nasso, ed altre minori), ma questi possedimenti diminuirono con il progredire, nel tempo, delle conquiste turche.

### I patriarchi residenti dal 1847

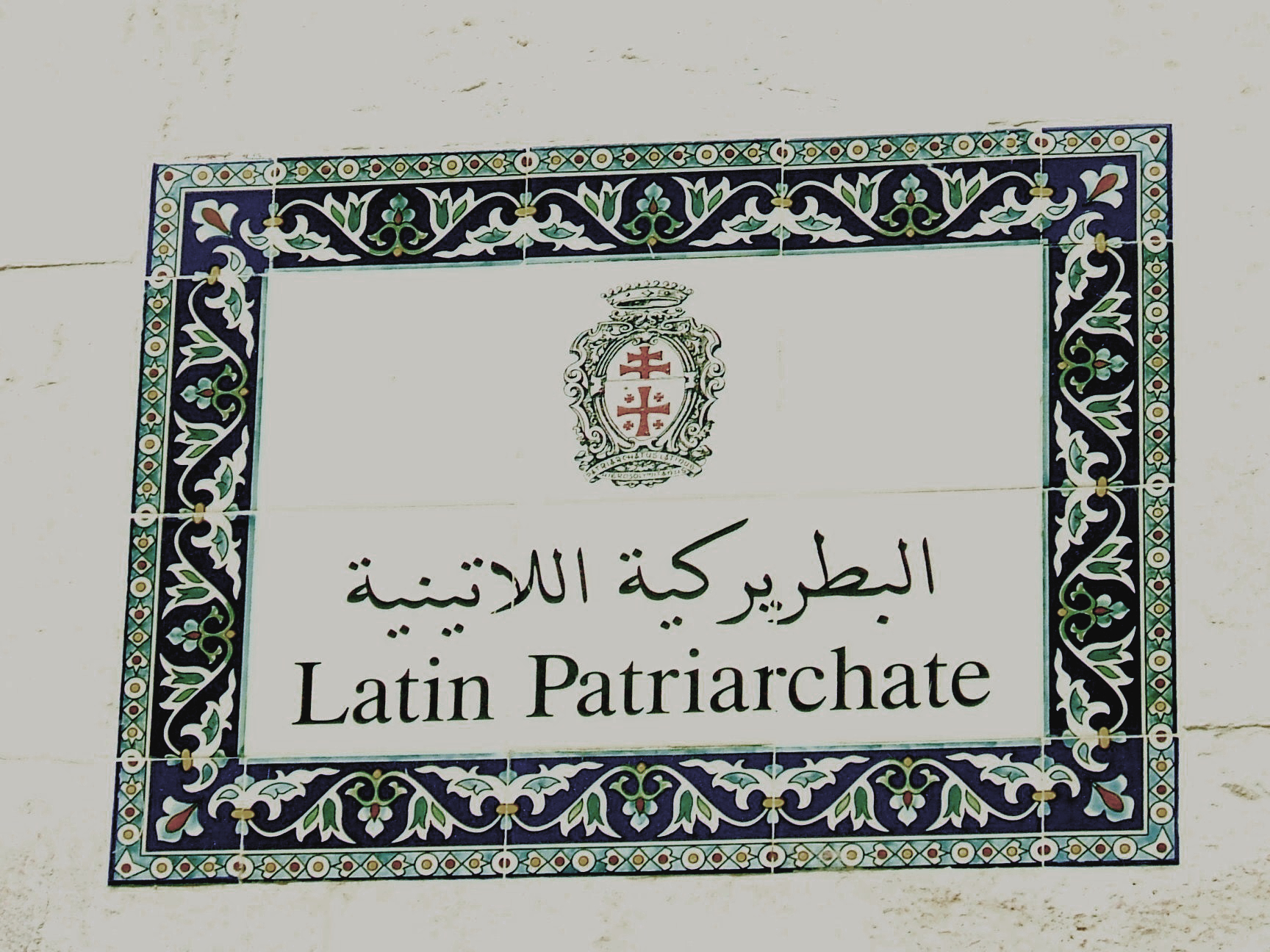
L'insegna all'ingresso della curia patriarcale a Gerusalemme.

Nel 1842 la Chiesa anglicana istituì un vescovo anglicano di Gerusalemme; subito dopo fu la Chiesa ortodossa russa ad inviare una missione in Palestina.
Il 23 luglio 1847, con il breve Nulla celebrior, papa Pio IX decise di ripristinare il patriarcato di Gerusalemme dei latini, ma con un significato diverso rispetto al patriarcato crociato: non veniva più messo in discussione il fatto che il patriarca greco-ortodosso fosse il legittimo successore del primo vescovo di Gerusalemme. Il 4 ottobre fu annunciato che l'Impero ottomano autorizzava il reinsediamento, con competenza estesa su Palestina e Cipro.
Nel 1850 il primo patriarca dopo la restaurazione, Giuseppe Valerga, istituì il seminario, con lo scopo di formare un clero diocesano locale; nel 1857 lo stesso patriarca ne trasferì la sede da Gerusalemme a Beit Jala.
Per evitare coinvolgimenti in questioni a carattere nazionale, furono scelti come patriarchi solo ecclesiastici di nazionalità italiana fino al 1987, quando papa Giovanni Paolo II nominò il palestinese Michel Sabbah, primo arabo a ricoprire questa carica, a cui successe nel 2008 il giordano Fouad Twal.
Dal 1847 tutti i patriarchi sono stati sepolti nella procattedrale del Santissimo Nome di Gesù, con l'unica eccezione del cardinale Filippo Camassei, morto a Roma il 18 gennaio 1921 dopo aver rinunciato al governo pastorale del patriarcato, e sepolto nella tomba della Congregazione per l'evangelizzazione dei popoli (allora Propaganda Fide) nel cimitero di Campo Verano.

## Prerogative del patriarca
Il patriarca di Gerusalemme dei Latini - il cui titolo è però solo onorifico, non comportando alcuna particolare giurisdizione in più rispetto a quella di un arcivescovo metropolita - è l'unico tra i vescovi cattolici di rito latino a portare il titolo di "sua beatitudine". Gli è concesso anche di indossare il pallio.
È di diritto membro del Consiglio dei patriarchi cattolici d'Oriente, presidente della Conferenza dei vescovi latini nelle regioni arabe, presidente dell'Assemblea degli ordinari cattolici della Terra Santa e gran priore dell'Ordine equestre del Santo Sepolcro di Gerusalemme.

## Cronotassi dei patriarchi
Si omettono i periodi di sede vacante non superiori ai 2 anni o non storicamente accertati.

### Patriarchi insediati a Gerusalemme (1099-1187)
- Arnolfo di Rœux † (1º agosto 1099 - 26 o 31 dicembre 1099 deposto)
- Dagoberto da Pisa † (26 o 31 dicembre 1099 - settembre 1102 deposto)
- Ebremaro di Thérouanne † (ottobre 1102 - 1102 deposto)
- Dagoberto da Pisa † (1102 - 14 maggio 1107 deceduto) (per la seconda volta)
- Gibelino di Arles † (1108 - 6 aprile 1112 deceduto)
- Arnolfo di Rœux † (26 aprile 1112 - 28 aprile 1118 deceduto) (per la seconda volta)
- Guermondo di Picquigny † (gennaio 1119 - 1128 deceduto)
- Stefano di Chartres † (1128 - 1130 deceduto)
- Guglielmo I † (1130 - 27 settembre 1145 deceduto)
- Fulcherio di Angoulême † (25 gennaio 1146 - 20 novembre 1157 deceduto)
- Amalrico di Nesle † (1157/1158 - 6 ottobre 1180 deceduto)
- Eraclio d'Alvernia † (circa 16 ottobre 1180 - prima del 13 luglio 1191 deceduto)

### Patriarchi insediati a San Giovanni d'Acri (1187-1291)
- Rodolfo † (1191 - 1192 deceduto)
- Michele di Corbeil † (1193 - 23 aprile 1194 nominato arcivescovo di Sens)
- Aimaro Monaco dei Corbizzi † (1194 - prima di novembre 1202 deceduto)
- Soffredo Errico Gaetani † (circa 1202 - 1204 dimesso)
- Sant'Alberto Avogadro † (circa 1205[14] - 14 settembre 1214 deceduto)[15]
- Rodolfo di Mérencourt † (circa 1214 - 1225 deceduto)
  - Tommaso di Capua † (1225 dimesso) (patriarca eletto)
- Geroldo di Losanna † (10 maggio 1225 - 7 settembre 1239 deceduto)
  - Jacques de Vitry † (1239 dimesso) (patriarca eletto)
- Roberto di Nantes † (14 maggio 1240 - 8 giugno 1254 deceduto)
- Jacques Pantaléon † (9 aprile 1255 - 29 agosto 1261 eletto papa con il nome di Urbano IV)
- Guglielmo II † (9 dicembre 1262 - 21 aprile 1270 deceduto)
- Tommaso Agni, O.P. † (19 marzo 1272 - 22 settembre 1277 deceduto)
- Giovanni da Vercelli, O.P. † (5 maggio 1278 - 4 febbraio 1279 dimesso)
- Elia † (10 maggio 1279 - 1287 deceduto)
- Nicola di Hanappes, O.P. † (30 aprile 1288 - 18 maggio 1291 deceduto)[16]

### Patriarchi titolari (1295-1847)

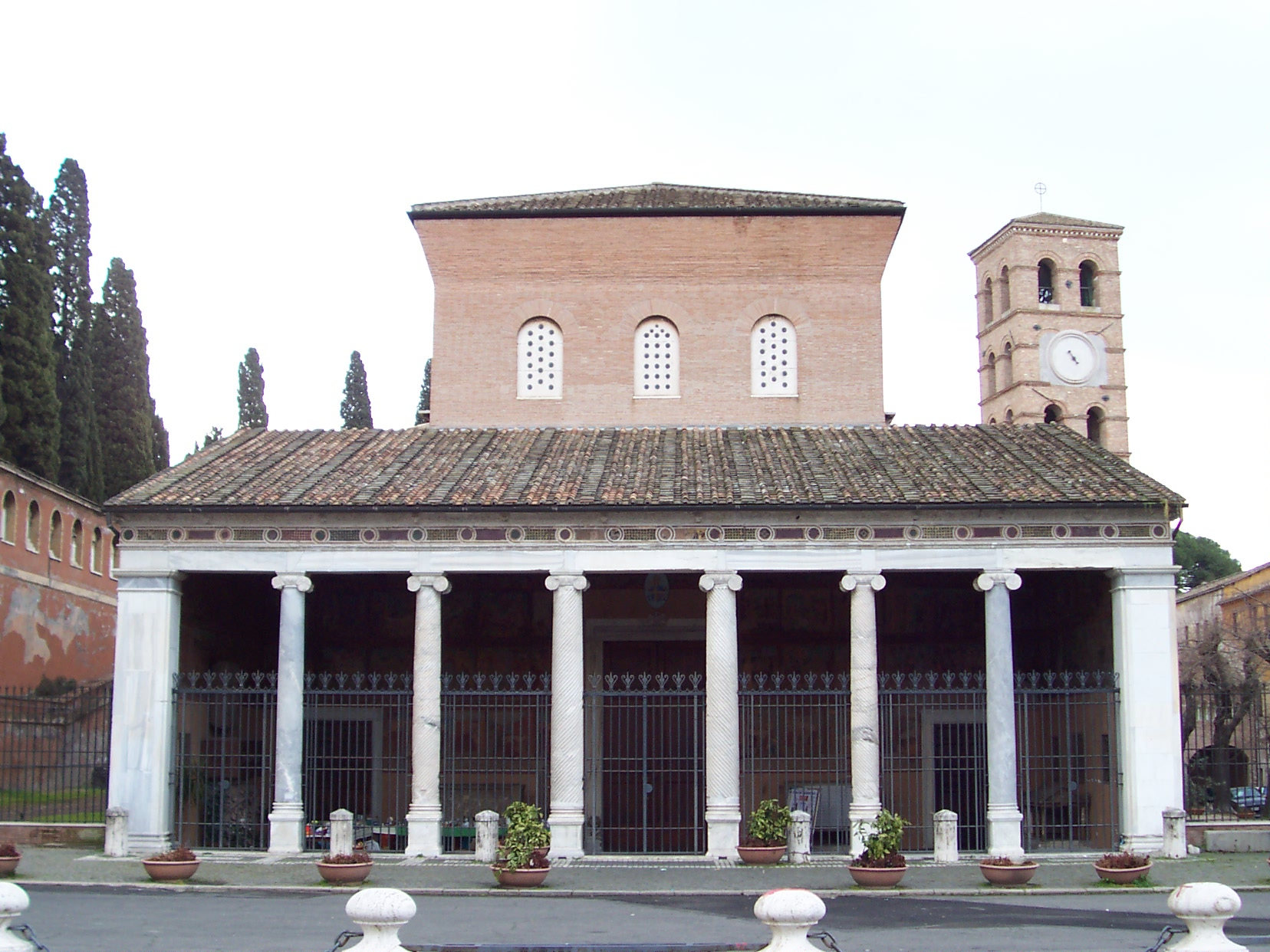
La basilica di San Lorenzo fuori le mura, a Roma, sede del patriarca di Gerusalemme dei Latini dal 1374 al 1847. Il beato Pio IX, che ripristinò la sede residenziale, scelse la basilica per la propria sepoltura.

- Landolfo † (22 aprile 1295 - 1305 ? deceduto)
- Anthony Bek † (6 febbraio 1306 - 3 marzo 1311 deceduto)[17]
- Pierre Pleinecassagne (Pleine-Chassagne), O.F.M. † (26 febbraio 1314 - 6 febbraio 1319 deceduto)[18]
- Pietro di Nicosia † (19 giugno 1322 - 1324 deceduto)
- Raimondo Beguin, O.P. † (19 marzo 1324 - 1328 deceduto)
- Pietro della Palude, O.P. † (27 marzo 1329 - 13 gennaio 1342 deceduto)[19]
- Élie de Nabinal, O.F.M. † (12 luglio 1342 - 20 settembre 1342 creato cardinale)
- Pierre di Casa, O.Carm. † (7 ottobre 1342 - 3 agosto 1348 deceduto)
- Guglielmo Lamy † (2 marzo 1349 - 9 giugno 1360 deceduto)
- Filippo di Cabassolle † (18 agosto 1361 - 22 settembre 1368 creato cardinale)
- Guglielmo Militis, O.P. † (22 giugno 1369 - 1371 deceduto)
- Guglielmo de la Garde † (12 dicembre 1371 - 1374 deceduto)
- Philippe d'Alençon † (27 agosto 1375 - 18 settembre 1378 creato cardinale)
- Patriarchi dell'obbedienza romana:
  - Stefano, O.E.S.A. † (circa 1379 - 1384 ?)
  - Fernando † (circa 1384 - 1395 ? deceduto)
  - Ugo Roberti † (12 aprile 1396 - 1409 ?)
- Patriarchi dell'obbedienza avignonese:
  - Lope Fernández de Luna † (circa 1380 - ? deceduto)
  - Bertrand de Chanac † (30 maggio 1382 - 12 luglio 1385 creato cardinale)
  - Aimone Séchal † (16 agosto 1385 - 1404 deceduto)
  - Francesc Eiximenis, O.F.M. † (13 novembre 1408 - 23 aprile 1409 deceduto)
- Francesc Climent Sapera † (7 giugno 1419 - 4 novembre 1429 nominato arcivescovo di Saragozza)
- Biagio Molin † (20 ottobre 1434 - 1447 deceduto)
  - Lancelot de Lusignan † (25 gennaio 1445 - agosto 1447), nominato dall'antipapa Felice V
  - Cristoforo Garatoni † (1448 - 1449 deceduto) (amministratore apostolico)
  - Basilio Bessarione † (21 ottobre 1449 - 1458 dimesso) (amministratore apostolico)
- Lorenzo Zane † (13 marzo 1458 - 1460 dimesso)[20]
- Louis d'Harcourt † (18 gennaio 1460 - 14 dicembre 1479 deceduto)[21]
- Bartolomeo Della Rovere, O.F.M. † (13 aprile 1480 - 1494 deceduto)[22]
- Giovanni Antonio Sangiorgio † (1500 - 23 dicembre 1503 creato cardinale)[23]
- Bernardino Carvajal † (30 dicembre 1503 - 1523 dimesso)
- Rodrigo Carvajal † (20 febbraio 1523 - 1539 deceduto)[24]
- Alessandro Farnese † (27 agosto 1539 - 1550 dimesso)
- Cristoforo Spiriti † (28 febbraio 1550 - 5 novembre 1556 deceduto)[25]
- Antonio Elio † (20 luglio 1558 - 1576 deceduto)[26]
- Giovanni Antonio Facchinetti † (12 novembre 1576 - 12 dicembre 1583 creato cardinale)[27]
- Scipione Gonzaga di Bozzolo † (23 settembre 1585 - 1588 dimesso)
- Fabio Biondi † (8 gennaio 1588 - 6 dicembre 1618 deceduto)
- Francesco Cennini de' Salamandri † (17 dicembre 1618 - 11 gennaio 1621 creato cardinale)
- Diofebo Farnese † (17 marzo 1621 - 1622 ? deceduto)
- Alfonso Manzanedo de Quiñones † (26 ottobre 1622 - 13 novembre 1627 deceduto)
- Domenico de' Marini † (15 novembre 1627 - febbraio 1635 deceduto)[28]
- Giovanni Battista Colonna † (7 aprile 1636 - 8 aprile 1637 deceduto)
- Tegrimo Tegrimi † (1º marzo 1638 - 13 marzo 1641 deceduto)[29]
- Egidio Orsini de Vivere † (15 aprile 1641 - 17 aprile 1647 deceduto)
- Camillo Massimo † (15 dicembre 1653 - 22 dicembre 1670 creato cardinale)
- Egidio Colonna, O.S.B. † (19 gennaio 1671 - 18 o 19 ottobre 1686 deceduto)
- Bandino Panciatichi † (14 ottobre 1689 - 13 febbraio 1690 creato cardinale)
- Pietro Bargellini † (8 maggio 1690 - 14 settembre 1694 deceduto)
- Francesco Martelli † (21 luglio 1698 - 17 maggio 1706 creato cardinale)
- Muzio Gaeta seniore † (14 maggio 1708 - 7 marzo 1728 deceduto)
- Vincenzo Ludovico Gotti, O.P. † (29 aprile 1728 - 30 aprile 1728 creato cardinale)
- Pompeo Aldrovandi † (23 marzo 1729 - 24 marzo 1734 creato cardinale)
- Tomaso Cervini † (27 marzo 1734 - 29 luglio 1751 deceduto)
- Tommaso Moncada, O.P. † (20 settembre 1751 - 10 ottobre 1762 deceduto)[30]
- Giorgio Maria Lascaris † (20 dicembre 1762 - 11 dicembre 1795 deceduto)
- Michele Di Pietro † (22 dicembre 1800 - 20 settembre 1802 nominato cardinale presbitero di Santa Maria in Via)
- Francesco Maria Fenzi † (23 settembre 1816 - 9 gennaio 1829 deceduto)
- Daulo Augusto Foscolo † (15 marzo 1830 - 4 ottobre 1847 nominato patriarca titolare di Alessandria)

### Patriarchi di Gerusalemme (sede restaurata, dal 1847)
- Giuseppe Valerga † (4 ottobre 1847 - 2 dicembre 1872 deceduto)
- Vincenzo Bracco † (21 marzo 1873 - 19 giugno 1889 deceduto)
- Ludovico Piavi, O.F.M. † (28 agosto 1889 - 24 gennaio 1905 deceduto)
- Filippo Camassei † (6 dicembre 1906 - 15 dicembre 1919 nominato cardinale presbitero[31])
- Luigi Barlassina † (8 marzo 1920 - 27 settembre 1947 deceduto)[32]
  - Sede vacante (1947-1949)
- Alberto Gori, O.F.M. † (21 novembre 1949 - 25 novembre 1970 deceduto)
- Giacomo Giuseppe Beltritti † (25 novembre 1970 succeduto - 11 dicembre 1987 ritirato)
- Michel Sabbah (11 dicembre 1987 - 21 giugno 2008 ritirato)
- Fouad Twal (21 giugno 2008 succeduto - 24 giugno 2016 ritirato)
  - Sede vacante (2016-2020)
- Pierbattista Pizzaballa, O.F.M., dal 24 ottobre 2020[33]

## Statistiche
Il patriarcato nel 2022 contava 340.166 battezzati.
| anno | popolazione | popolazione | popolazione | presbiteri | presbiteri | presbiteri | presbiteri                | diaconi | religiosi | religiosi | parrocchie |
| anno | battezzati  | totale      | %           | numero     | secolari   | regolari   | battezzati per presbitero | diaconi | uomini    | donne     | parrocchie |
| ---- | ----------- | ----------- | ----------- | ---------- | ---------- | ---------- | ------------------------- | ------- | --------- | --------- | ---------- |
| 1950 | 32.912      | 3.120.000   | 1,1         | 282        | 59         | 223        | 116                       |         | 378       | 862       | 52         |
| 1970 | 50.071      | 5.935.350   | 0,8         | 344        | 69         | 275        | 145                       |         | 436       | 1.148     | 55         |
| 1980 | 56.301      | ?           | ?           | 360        | 94         | 266        | 156                       |         | 472       | 1.221     | 63         |
| 1990 | 62.955      | ?           | ?           | 368        | 90         | 278        | 171                       |         | 480       | 1.099     | 64         |
| 1998 | 77.000      | ?           | ?           | 368        | 75         | 293        | 209                       | 1       | 549       | 1.144     | 65         |
| 2002 | 77.000      | ?           | ?           | 371        | 78         | 293        | 207                       | 1       | 549       | 1.144     | 65         |
| 2004 | 77.000      | ?           | ?           | 372        | 79         | 293        | 206                       |         | 498       | 1.144     | 65         |
| 2005 | 77.000      | ?           | ?           | 248        | 75         | 173        | 310                       | 1       | 313       | 1.103     | 65         |
| 2007 | 78.215      | ?           | ?           | 249        | 89         | 160        | 314                       | 1       | 441       | 1.113     | 65         |
| 2010 | 160.700     | ?           | ?           | 417        | 78         | 339        | 385                       | 4       | 758       | 1.084     | 66         |
| 2011 | 161.400     | ?           | ?           | 414        | 66         | 348        | 389                       | 1       | 582       | 1.076     | 65         |
| 2012 | 161.400     | ?           | ?           | 422        | 74         | 348        | 382                       | 4       | 596       | 1.076     | 66         |
| 2015 | 293.053     | ?           | ?           | 464        | 81         | 383        | 631                       | 9       | 590       | 1.062     | 66         |
| 2016 | 296.120     | ?           | ?           | 469        | 84         | 384        | 574                       | 9       | 579       | 1.064     | 66         |
| 2018 | 313.000     | ?           | ?           | 480        | 95         | 385        | 652                       | 9       | 572       | 1.032     | 67         |
| 2019 | 321.500     | ?           | ?           | 480        | 102        | 378        | 670                       | 10      | 617       | 997       | 71         |
| 2020 | 327.653     | ?           | ?           | 492        | 96         | 396        | 665                       | 9       | 614       | 979       | 68         |
| 2022 | 340.166     | ?           | ?           | 490        | 99         | 391        | 694                       | 8       | 636       | 979       | 68         |